# Старе місто Замостя

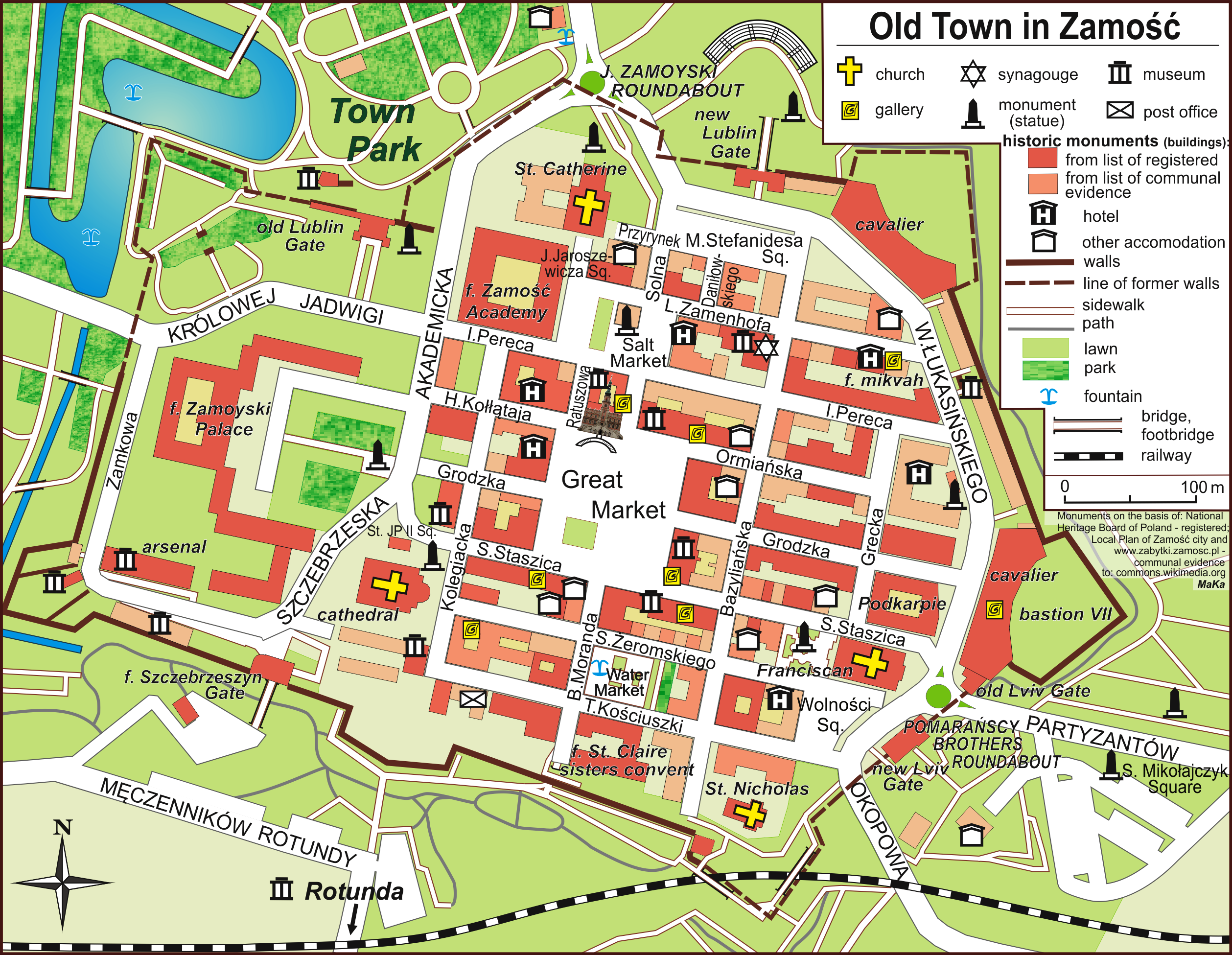
Карта Старого міста Замостя. 2014

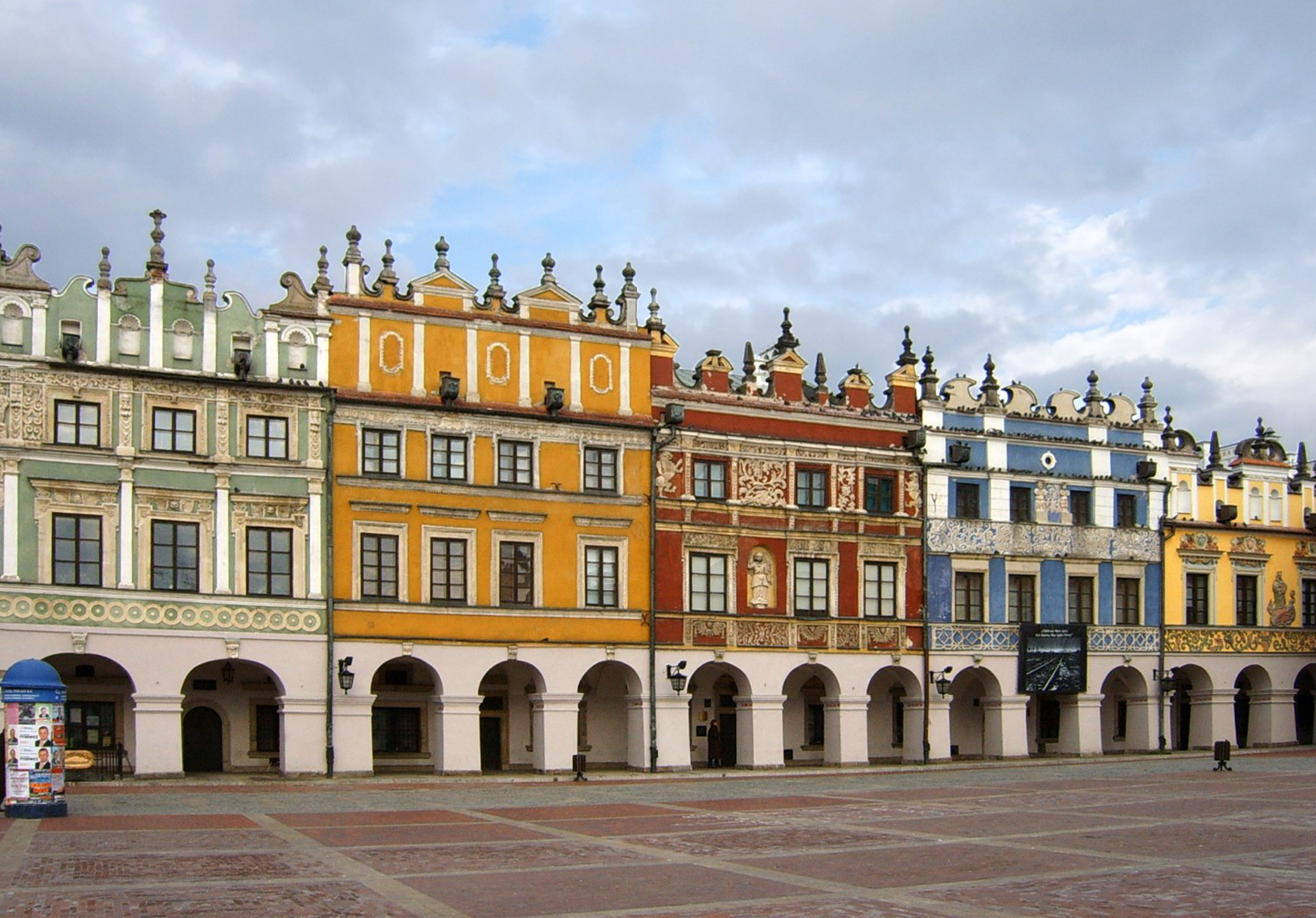
Кам'яниці вірменів на Великій ринковій площі Замостя. Музей Замостя

Старе місто Замостя (пол. Stare Miasto w Zamościu) — найстаріший історичний район міста Замостя в Польщі.
Район з 1992 року є об'єктом Світової спадщини ЮНЕСКО. Старе місто Замостя має площу 75 га в охоронній зоні з площею 200 га.

## Історія
Історія Старого міста Замостя почалася в 1580 році, коли головний радник польського короля Стефана Баторія, могутній магнат і канцлер Ян Замойський (1542—1605), гетьман великий коронний, задумав створити у своїх володіннях місто — бастіонну фортецю. Для цієї мети магнат вибрав землі поблизу своєї батьківщини — села Скоківки, розташованого на перехресті важливих торговельних шляхів між сходом і заходом. Старе місто будували на необжитому місці як єдиний міський ансамбль. Для реалізації свого задуму Замойський уклав угоду з відомим італійським містобудівником, архітектором, урбаністом, фортифікатором доби Ренесансу — Бернардо Морандо (бл. 1540—1600) з Падуї. Морандо деякі роботи виконав також і в Україні — у Львові, Кам'янці-Подільському, Шаргороді.

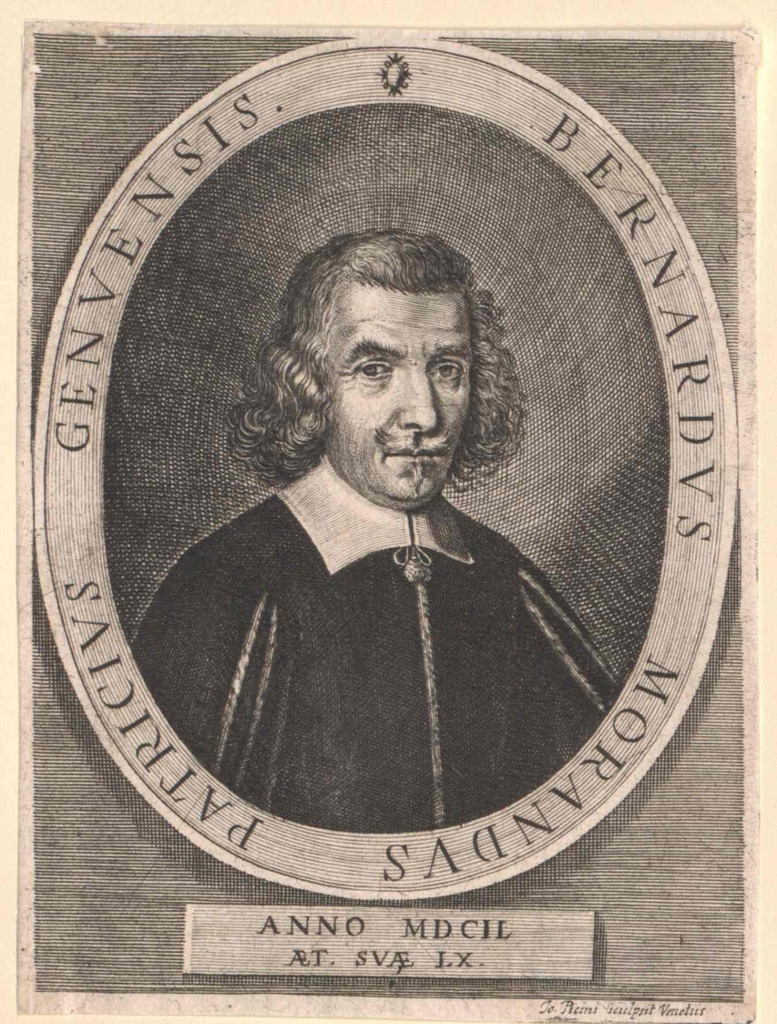
Бернардо Морандо

Нова цитадель, укріплена потужними фортифікаціями, поряд із Гданськом і Ченстоховою успішно витримала атаку шведів у 1656 році. Щоправда, під час Північної війни в 1705 році український гетьман Іван Мазепа, на вимогу московитського полковника Головіна взяти польську цитадель, після 5 тижнів переговорів з комендантом фортеці без штурму увійшов до Замостя, на стінах якого було понад 200 гармат.
Замостя було в складі Австрійської імперії, під протекторатом наполеонівської Франції, а в 1813 році фортеця після місячної облоги увійшла до складу Російської імперії. Під час Листопадового повстання поляків і литовців проти Російської імперії у 1830—1831 роках, цитадель Замостя здалася російським військам останньою.

## Найважливіші об'єкти Старого міста

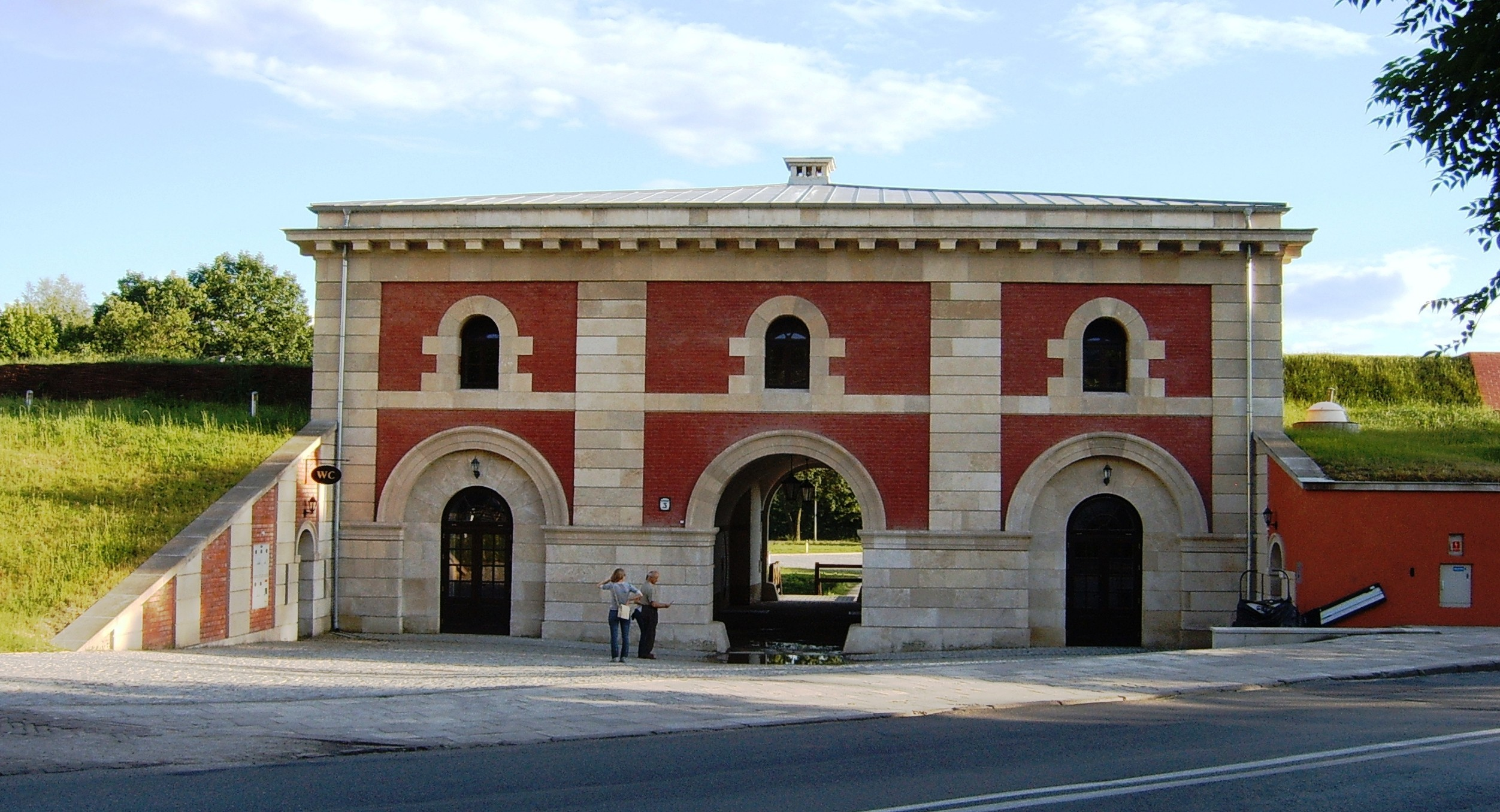
Щебрешинські ворота. 2010

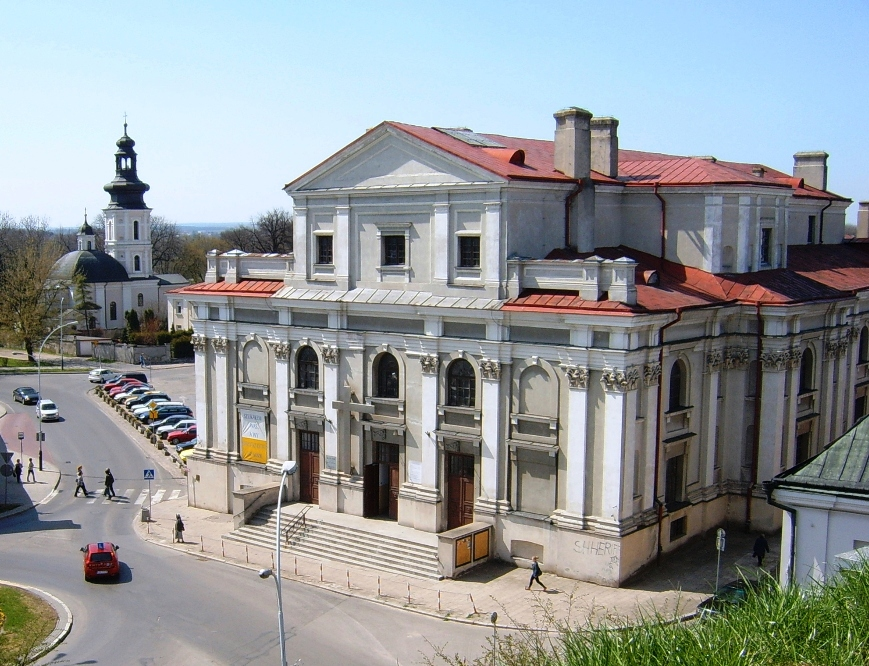
Костел францисканців. 2011

- Фортечні мури. Проєкт міських оборонних укріплень розробив італієць, військовий інженер, артилерист, будівельник і архітектор, родом із Венеції — Андреа дель Аква (1584—1656). Фортечні мури справно виконувалм свою оборонну функцію, однак з плином часу морально застаріли, а деякі зруйнувалися. Фортеця втратила своє значення після 1866 року переставши відповідати тодішнім методам ведення війни. На місці колись потужних оборонних стін посадили міські сади. Збереглися Львівські ворота, Люблінські ворота, Щебрешинські ворота, Ротонда, високі вали, бастіони.[3]
- Ринкові площі Старого міста:

Площа Великий ринок — центральна площа Старого міста. Має форму квадрата зі сторонами 100 на 100 метрів, від якого відходять вісім вулиць які є продовження його сторін. По периметру квадрата розміщені житлові будинки зі склепінчастими галереями. Найцікавішими з них є п'ять будинків у стилі бароко на північній стороні площі праворуч від ратуші, які були побудовані в середині XVII століття. Вони прикрашені барельєфами та фризами. Особливе зацікавлення викликає будинок Лінка, прикрашений статуями персонажів грецької міфології та будинок Морандовських з вишуканими порталами.

Соляний і Водний ринки розміщені на перпендикулярній лінії до головної вулиці, яка з'єднувала резиденцію Замойського з бастіоном № 7. Назва «Соляний ринок» походить від солі, яка зберігалася та продавалася тут. Аркади будинків збереглися до наших часів тільки у східній та північній стороні площі. Назва «Водний ринок» походить від безпосередньої близькості води — так званої Великої затоки, яка захищала доступ до фортечних стін. Найімовірніше він ніколи не був місцем торгівлі. Ринок з фонтаном має форму квадрата 50 на 50 м.

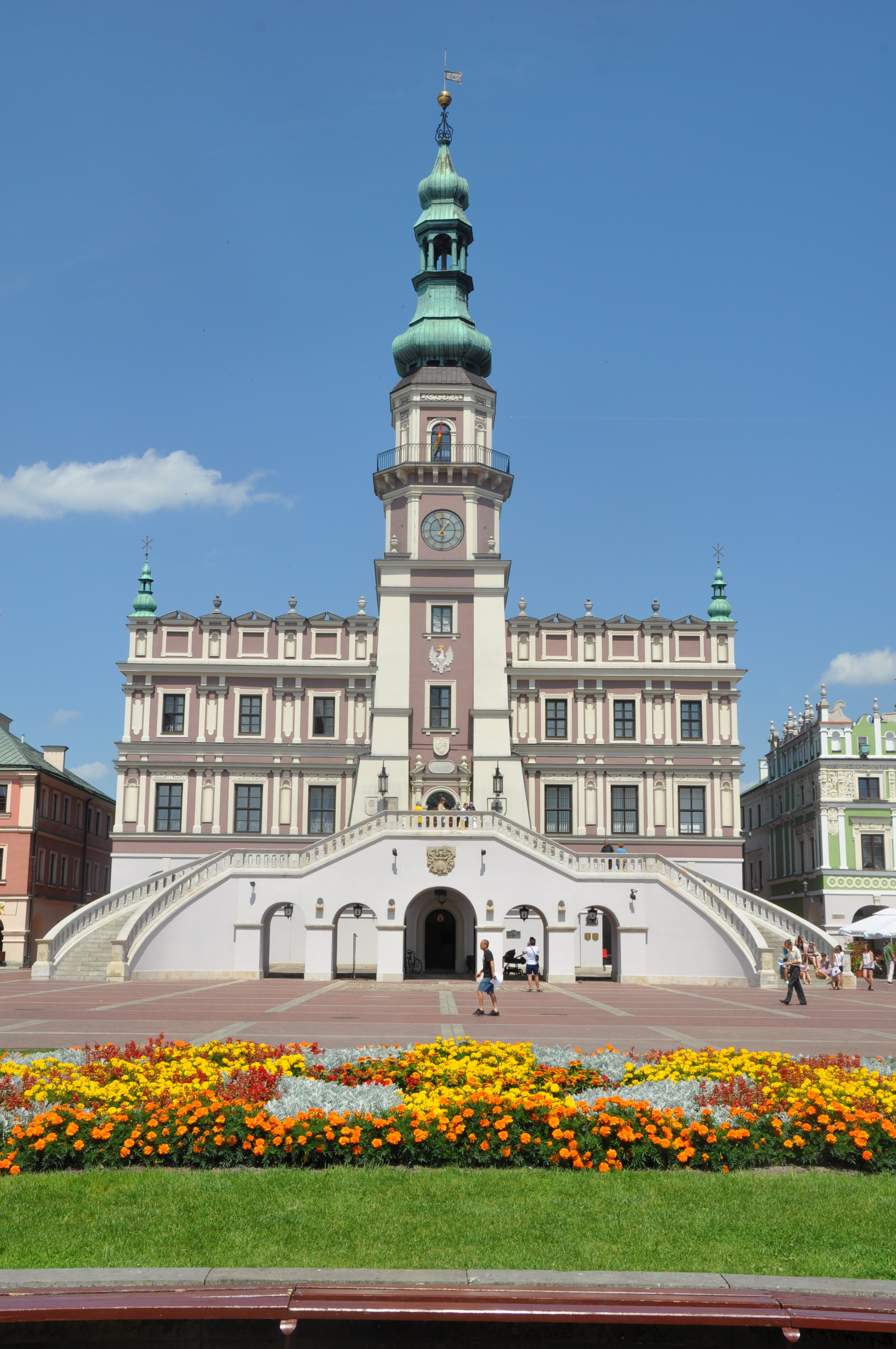
Ратуша. 2011

- Ратуша Старого міста з 52-метровою вежею, побудована у стилі Відродження, стоїть на північній стороні площі Великого ринку і є архітектурним символом Замостя. Від 1591 року, початку свого будівництва, ратуша неодноразово перебудовувалася і теперішнього вигляду вона набула в середині XVII століття.[6] Початковий проєкт італійського архітектора Морандо не передбачав сходів, які були побудовані пізніше. А коли виникла загроза завалення вежі, в 1639—1651 роках її перебудували за проєктом руського (українського) архітектора Івана Ярошевича при співпраці будівничого Й. Вольфа. Тоді ж на вежі з'явився годинник.[7]
- Храми Старого міста:

Францисканський костел — найбільший храм у Замості та один з найбільших у Польщі. Будувався у 1637—1654 роках на замовлення Томаша Замойського та його дружини Катерини Острозької. У 1784 році тут влаштували військовий склад, а в 1840 році — казарми. Після 1918 року тут був музей, кінотеатр. З 1993 року в його стіни знову повернулися францисканці.
Костел святої Катерини — храм реформаторського монастиря побудований у 1680—1686 роках за проєктом Яна Міхала Лінка. Після запровадження реформ Йосифа II будівля була перетворена на військовий склад. У 1918 року там влаштували театр. 1922 року споруду повернули церкві. Протягом перших трьох місяців Другої світової війни тут переховували картину Яна Матейка «Пруська данина», яку безуспішно шукали німці.
Костел святого Миколая — колишня василіянська греко-католицька церква Св. Миколая побудована в 1618—1631 роках на місці дерев'яної церкви. З 1917 року служить як храм римо-католиків.
Костел кларисок — невеликий, бароковий, з однією навою, костел, побудований у 1696 році за проєктом Яна Міхала Лінка на замовлення Анни Францішки Ґніньської, дружини Марціна Замойського. Тридверний монастир, що прилягає до костелу, був побудований тільки в 1769—1774 роках на замовлення Яна Якуба Замойського. Пізніше він коротко служив кларискам, потім францисканцям та сестрам милосердя. З 1817 року тут був військовий шпиталь. Після Першої світової війни тут була поліція, а після Другої світової війни до 1985 року — дитячий будинок. З 2010 року тут знаходиться Державна школа музики I і II ступеня імені Кароля Шимановського.
Церква, монастир і лікарня боніфратрів — побудовані в 1756—1773 роках. Після 1784 року тут розміщувалася корчма «Під коропом», звідси назва «Підкарп'я».
Синагога — один із найзнаменитіших прикладів єврейського будівництва та пізнього ренесансу у Польщі. Побудована у 1610 році в центрі єврейського кварталу на місці дерев'яної. Під час другої світової війни німці зруйнували синагогу. Будівля має багато оздоблені стіни, склепіння, а також місце зберігання Тори. Тепер тут розміщується мультимедійний Музей історії євреїв Замостя, а в головному залі організовуються концерти і виставки.

## Примітки

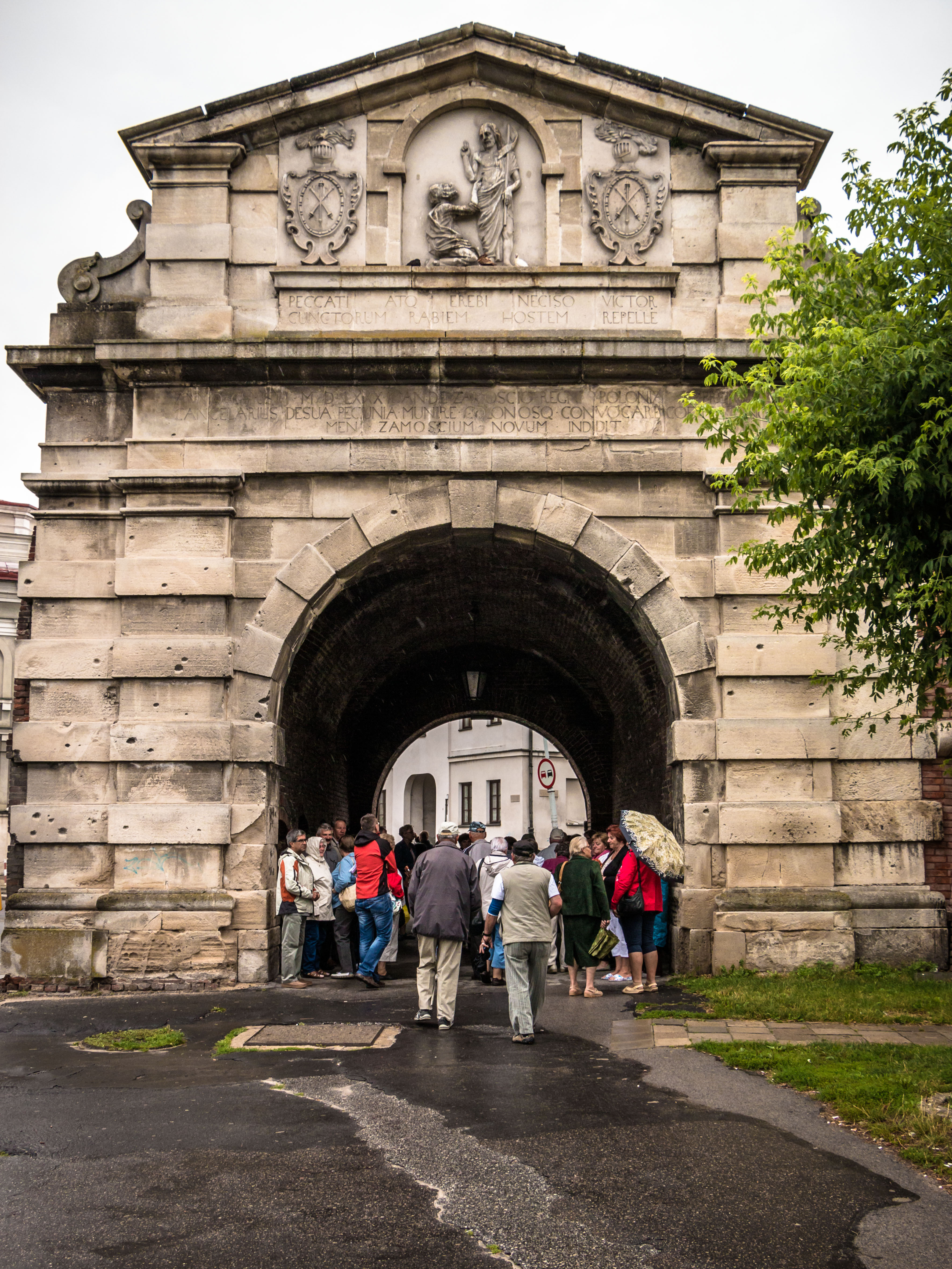
Львівська брама. 2014